# Tribunale Nazionale Antidoping
Il Tribunale Nazionale Antidoping (abbreviato TNA) è un organismo dell'ordinamento di giustizia sportiva italiano per le violazioni sulle norme sportive antidoping. È dipendente dalla NADO Italia, l'organismo nazionale antidoping, da cui dipende anche la Procura nazionale antidoping.
Il Tribunale è stato istituito dal Comitato olimpico nazionale italiano ed è regolamentato dall'articolo 13 del suo Statuto. È preposto alle violazioni delle norme sportive antidoping e alle disposizioni del Codice mondiale antidoping WADA.

## Organizzazione
Dal 2014 è diviso in due sezioni: la prima per atleti non internazionali e non tesserati (presidente Roberto Giovagnoli), la seconda per gli atleti inseriti nei RTP internazionali e come secondo grado della prima (presidente Luigi Fumagalli).
Fino al 2014 vi era un unico Presidente del Tribunale, Francesco Plotino. Dal 2008 aveva ricoperto il ruolo Giudice di Ultima Istanza in materia di Doping, da cui è stato sostituito.